# Simulium dukei
Simulium dukei es una especie de insecto del género Simulium, familia Simuliidae, orden Diptera.
Fue descrita científicamente por Lewis, Disney & Crosskey, 1969.